# Presa de Roselend
La presa de Roselend es una presa francesa de contrafuertes situada en Beuafortain, en el Departamento de Saboya, en las proximidades del puerto de Cormet de Roselend y de la estación de esquí de Arêches-Beaufort. Está rodeada por montañas que alcanzan los 2800 metros de altitud.
Cuenta con una longitud de 800 metros, una altura de 150 metros, y una capacidad de hasta 185 millones de metros cúbicos. Está unida a las presas de Gittaz y de Saint-Guérin, así como a la central de la Bâthie, componiendo el complejo hidráulico de Beaufortin, y es considerada la presa más estética de las de Saboya.
Los trabajos de construcción comenzaron en 1955, y finalizaron en 1962.